# Conference League North 2013-2014
La Conference League North 2013-2014 è stata la 10ª edizione della seconda serie della Conference League. Rappresenta, insiema alla Conference League South, il sesto livello del calcio inglese ed il secondo del sistema "non-league". 

## Squadre partecipanti
| Squadra              | Città                                 | Stagione precedente                                             |
| -------------------- | ------------------------------------- | --------------------------------------------------------------- |
| AFC Telford United   | Telford                               | 24º posto in Conference League Premier, retrocesso              |
| Altrincham           | Altrincham                            | 4º posto in Conference League North                             |
| Barrow               | Barrow-in-Furness                     | 22º posto in Conference League Premier, retrocesso              |
| Boston United        | Boston                                | 16º posto in Conference League North                            |
| Brackley Town        | Brackley                              | 3º posto in Conference League South                             |
| Bradford Park Avenue | Bradford                              | 7º posto in Conference League North                             |
| Colwyn Bay           | Colwyn Bay                            | 18º posto in Conference League North                            |
| Gainsborough Trinity | Gainsborough                          | 8º posto in Conference League North                             |
| Gloucester City      | Gloucester                            | 11º posto in Conference League North                            |
| Guiseley             | Guiseley                              | 2º posto in Conference League North                             |
| Harrogate Town       | Harrogate                             | 6º posto in Conference League North                             |
| Hednesford Town      | Hednesford                            | 2º posto in Northern Premier League Premier Division, promosso  |
| Histon               | Histon and Impington (Cambridgeshire) | 19º posto in Conference League North                            |
| Leamington           | Leamington Spa                        | 1º posto in Southern Football League Premier Division, promosso |
| North Ferriby United | North Ferriby                         | 1º posto in Northern Premier League Premier Division, promosso  |
| Oxford City          | Marston (Oxford)                      | 10º posto in Conference League North                            |
| Stalybridge Celtic   | Stalybridge                           | 13º posto in Conference League North                            |
| Solihull Moors       | Solihull                              | 9º posto in Conference League North                             |
| Stockport County     | Stockport                             | 21º posto in Conference League Premier, retrocesso              |
| Vauxhall Motors      | Ellesmere Port                        | 12º posto in Conference League North                            |
| Worcester City       | Worceter                              | 15º posto in Conference League North                            |
| Workington           | Workington                            | 14º posto in Conference League North                            |

## Classifica finale
|  | Pos. | Squadra              | Pt | G  | V  | N  | P  | GF | GS | DR  |
|  | ---- | -------------------- | -- | -- | -- | -- | -- | -- | -- | --- |
|  | 1    | Telford Utd          | 85 | 42 | 25 | 10 | 7  | 82 | 53 | +29 |
|  | 2    | North Ferriby Utd    | 82 | 42 | 24 | 10 | 8  | 80 | 51 | +29 |
|  | 3    | Altrincham           | 81 | 42 | 24 | 9  | 9  | 95 | 51 | +44 |
|  | 4    | Hednesford Town      | 78 | 42 | 24 | 6  | 12 | 87 | 65 | +22 |
|  | 5    | Guiseley             | 78 | 42 | 23 | 9  | 10 | 78 | 56 | +22 |
|  | 6    | Boston Utd           | 72 | 42 | 20 | 12 | 10 | 85 | 60 | +25 |
|  | 7    | Brackley Town        | 69 | 42 | 18 | 15 | 9  | 66 | 45 | +21 |
|  | 8    | Solihull Moors       | 65 | 42 | 17 | 14 | 11 | 63 | 52 | +11 |
|  | 9    | Harrogate Town (-3)  | 63 | 42 | 19 | 9  | 14 | 75 | 59 | +16 |
|  | 10   | Bradford PA          | 57 | 42 | 15 | 12 | 15 | 66 | 70 | -4  |
|  | 11   | Barrow               | 56 | 42 | 14 | 14 | 14 | 50 | 56 | -6  |
|  | 12   | Colwyn Bay           | 54 | 42 | 14 | 12 | 16 | 63 | 67 | -4  |
|  | 13   | Leamington           | 52 | 42 | 13 | 13 | 16 | 54 | 53 | +1  |
|  | 14   | Stockport County     | 50 | 42 | 12 | 14 | 16 | 58 | 57 | +1  |
|  | 15   | Worcester City       | 50 | 42 | 13 | 11 | 18 | 40 | 53 | -13 |
|  | 16   | Gainsborough Trinity | 45 | 42 | 13 | 6  | 23 | 67 | 86 | -19 |
|  | 17   | Gloucester City      | 44 | 42 | 11 | 11 | 20 | 64 | 77 | -13 |
|  | 18   | Vauxhall Motors      | 44 | 42 | 12 | 8  | 22 | 43 | 74 | -31 |
|  | 19   | Stalybridge Celtic   | 39 | 42 | 10 | 9  | 23 | 57 | 88 | -31 |
|  | 20   | Oxford City (-3)     | 37 | 42 | 9  | 13 | 20 | 50 | 70 | -20 |
|  | 21   | Histon               | 32 | 42 | 7  | 11 | 24 | 42 | 76 | -34 |
|  | 22   | Workington           | 28 | 42 | 6  | 10 | 26 | 39 | 85 | -46 |

Legenda:
      Promosso in National League 2014-2015.
  Ammesso ai play-off.
      Retrocesso in Northern Premier League Premier Division 2014-2015.
      Retrocesso in Southern Football League Premier Division 2014-2015.
Regolamento:
Tre punti a vittoria, uno a pareggio, zero a sconfitta.
In caso di arrivo di due o più squadre a pari punti, la graduatoria viene stilata secondo i seguenti criteri:
- differenza reti
- maggior numero di gol segnati

Note:

Oxford City inizialmente retrocesso e successivamente riammesso in Conference League North 2014-2015, al posto del Vauxhall Motors, dimessosi dalla lega.
Vauxhall Motors ritirato dalla lega alla fine della stagione. Il club rileva il posto della squadra riserve nella West Cheshire League Division One 2014-2015.
L'Harrogare e l'Oxford City sono stati sanzionati con 3 punti di penalizzazione per aver utilizzato calciatori non idonei.

## Spareggi

### Play-off

#### Tabellone
|  | Semifinali | Semifinali           | Semifinali | Semifinali | Semifinali |  |  | Finale | Finale     | Finale |  |
|  |            |                      |            |            |            |  |  |        |            |        |  |
|  | 5          | Guiseley             | 2          | 1          | 3          |  |  |        |            |        |  |
|  | 2          | North Ferriby United | 0          | 0          | 0          |  |  | 5      | Guiseley   | 1      |  |
|  | 4          | Hednesford Town      | 2          | 1          | 3          |  |  | 3      | Altrincham | 2      |  |
|  | 3          | Altrincham           | 2          | 2          | 4          |  |  |        |            |        |  |